# Snavlunda församling
Snavlunda församling är en församling i Askersunds pastorat i Södra Närkes kontrakt i Strängnäs stift. Församlingen ligger i Askersunds kommun i Örebro län.

## Administrativ historik
Församlingen har medeltida ursprung och var till 6 april 1595 moderförsamling i pastoratet Snavlunda och Lerbäck för att därefter till 1962 utgöra ett eget pastorat. Från 1962 till 2022 var församlingen annexförsamling i Lerbäck-Snavlunda pastorat.1 januari 2022 uppgick församlingen i Askersunds pastorat.

## Historik
I Sverige startade den första dokumenterade söndagsskolan 1826 i Snavlunda församling, av prosten Ringzelli, och var fortfarande verksam under pastor Lennart Sickeldals tid på 1950-talet. Ringzelli var även tidigt ut med att ordna skolmat åt elever som bodde långt från skolan eller var från fattiga familjer.

## Kyrkor
- Snavlunda kyrka